# Frontera Corozal
Frontera Corozal es una población del estado mexicano de Chiapas, ubicada en la ribera del río Usumacinta, en la frontera entre Guatemala y México, en la cual constituye un punto fronterizo internacional. Es parte del municipio de Ocosingo.
Se encuentra localizada en las coordenadas 16°49′16″N 90°53′25″O / 16.82111, -90.89028 y según la organización interna Yax Kin Lacandonia A.C el Conteo de Población y Vivienda de 2013 tiene una población total de 6,750 habitantes, frente a ella, al otro lado del Río Usumacinta, se encuentran las poblaciones guatemaltecas de Cooperativa La Técnica Agropecuaria y Bethel; Frontera Corozal es el principal acceso a importantes yacimientos arqueológicos mayas como son Yaxchilán, Toniná y Bonampak, todos situados en sus cercanías, por lo cual la economía de la población se ha ido diversicando hacia los servicios al turismo, particularmente en sus modalidades de turismo ecológico y de aventura.
Pero aun así el turismo es principal ingreso económico de esta población.